# Ebira
Gli Ebira sono un gruppo etnico della Nigeria centrale, presente soprattutto negli stati di Kogi e Nassarawa, con alcune comunità che vivono anche nello stato di Edo e nel Territorio della capitale federale. La sede tradizionale dell'amministrazione degli Ebira è la città di Okene. Parlano la lingua ebira, appartenente al ramo nupoide delle lingue Volta-Niger.
Sono stati storicamente chiamati con molti nomi, tra cui Igbira, Ebirra, Egbirra, Ibira, Ibirra e Egbira, finché nel 2022 il nome è stato ufficialmente fissato in Ebira, con un comunicato emesso dalla Federal Republic of Nigeria Official Gazette, raccogliendo il parere del consiglio degli anziani Ebira.

## Storia

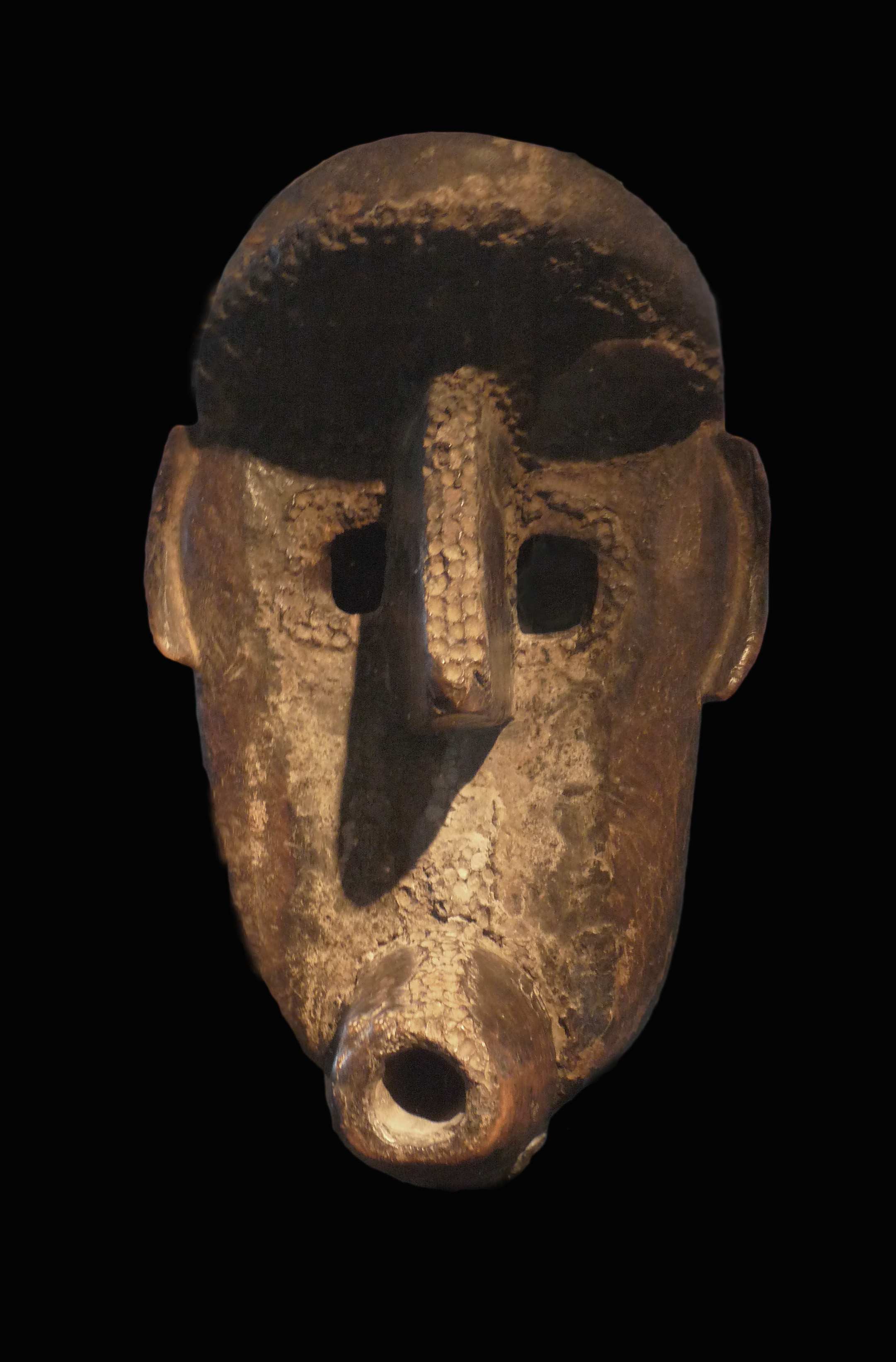
Maschera Ekuecici, prima metà del XX secolo.

La migrazione del popolo Ebira verso quella che oggi è conosciuta come Ebiraland è per lo più ipotizzata dalla storia orale. Tuttavia, la maggior parte delle versioni traccia la migrazione degli Ebira dal territorio Jukun dello stato di Kwararafa, a nord del fiume Benue e nell'attuale stato di Taraba. Una delle reliquie della loro presenza a Kwararafa è lo sgabello Opete, il loro simbolo di autorità e identità come gruppo all'interno del regno, portato con sé e conservato oggi in un luogo chiamato anch'esso Opete, nell'attuale area di Ajaokuta. Dopo la migrazione da Kwararafa, si stabilirono con gli Igala ed entrambi i gruppi vissero insieme per circa 300 anni. Una disputa tra i due gruppi portò a una separazione e gli Ebira si trasferirono a sud-ovest del fiume Niger nella loro casa ancestrale chiamata Ebira Opete. Altri gruppi successivamente si spostarono a sud per fondare le città di Okengwe, Ubororo e Okehi. Storicamente, queste comunità erano unità autonome senza un re centrale o famiglie reali riconosciute, ma erano gestite da leader di lignaggi in una sorta di gerontocrazia.
Durante la conquista della Nigeria settentrionale da parte di Usman dan Fodio, gli Ebira si trovarono in uno stato di conflitto con i guerrieri Fulani a nord e ad ovest. Tuttavia non furono conquistati, aiutati in parte dalle difese naturali del loro ambiente collinare, nel quale la potente cavalleria Fulani risultava inefficace.
L'interesse britannico per l'Ebiraland iniziò con lo stabilimento di una postazione della Royal Niger Company a Lokoja. Nel 1898, gli inglesi annessero Ilorin e il Nupeland con il pretesto di controllare il libero flusso del commercio. Stabilirono una base militare a Kabba, a ovest dell'Ebiraland, e gli Ebira furono presto un obiettivo di annessione. Nel 1903, dopo molta resistenza, il territorio cadde sotto il controllo britannico. Per gestire i vari villaggi autonomi, gli inglesi nominarono una figura centrale in rappresentanza del popolo Ebira, detto prima Atta e in seguito Ohinoyi, ruolo che fu mantenuto anche dopo l'indipendenza della Nigeria nel 1960. La carica viene eletta da un gruppo di anziani e tradizionalmente ruota tra i principali clan, dal momento che non esiste una linea di successione stabilita.

## Cultura
La struttura sociale è basata sui clan (Iresu), gruppi di individui che condividono un lignaggio comune, guidati dal maschio più anziano che funge da fornitore, leader religioso e protettore della famiglia. Le identità dei clan si distinguono per simboli: principalmente animali come leopardi, coccodrilli, pitoni o bufali. Gli affari della comunità sono gestiti da un gruppo di membri maschi anziani, ciascuno dei quali rappresenta lignaggi imparentati.
L'occupazione principale è l'agricoltura. Coltivano mais, patate dolci, manioca e verdure. Nell'Ottocento alcune comunità coltivavano e commerciavano i semi di sesamo, noti come "gorigo". Gli Ebira sono anche conosciuti per la tessitura di vestiti e l'artigianato, e sono considerati generalmente molto operosi.
La vita sociale contemporanea degli Ebira ha subito cambiamenti nel corso degli anni, sebbene l'agricoltura sia ancora l'occupazione dominante. Molti Ebira sono influenzati dalla cultura nigeriana occidentale e contemporanea e vivono in insediamenti urbani. Comportamenti come la poligamia e lo stretto rapporto con il lignaggio affine stanno svanendo, e gli Ohinoyi non rappresentano più l’autorità politica dominante nella comunità.